# Jane Thondojee
Jane Thondojee (née le 20 mai 1971) est une athlète mauricienne.

## Biographie
Aux championnats d'Afrique d'athlétisme 1990 au Caire, elle fait partie du relais 4 x 400 mètres mauricien remportant la médaille de bronze.

### Palmarès
| Date | Compétition            | Lieu     | Résultat | Épreuve   | Performance   |
| ---- | ---------------------- | -------- | -------- | --------- | ------------- |
| 1990 | Championnats d'Afrique | Le Caire | 3e       | 4 x 400 m | 3 min 46 s 94 |

### Records
| Épreuve | Épreuve   | Performance | Lieu  | Date         |
| ------- | --------- | ----------- | ----- | ------------ |
| 100 m   | Plein air | 12 s 36     | Tokyo | 26 août 1991 |
| 200 m   | Plein air | 25 s 46     | Tokyo | 29 août 1991 |